# Metachrostis aethiops
Metachrostis aethiops är en fjärilsart som beskrevs av William Lucas Distant 1892. Metachrostis aethiops ingår i släktet Metachrostis och familjen nattflyn. Inga underarter finns listade i Catalogue of Life.